# Orne
Orne (61) es un departamento francés, uno de los cinco que integran desde el 1 de enero de 2016 la región de Normandía (hasta ese momento parte de la desaparecida región de Baja Normandía). Sus habitantes reciben el gentilicio de orneses; en francés, Ornais.

## Geografía
- Limita al norte con Calvados, al este con Eure y Eure y Loir, al sur con Sarthe y Mayenne, y al oeste con Manche.
- Su capital, Alenzón, se encuentra en el límite con el departamento de Sarthe.

## Demografía
| 1801    | 1831    | 1841    | 1851    | 1856    | 1861    | 1866    |
| ------- | ------- | ------- | ------- | ------- | ------- | ------- |
| 395.738 | 441.881 | 442.072 | 439.884 | 430.127 | 423.350 | 414.618 |
| 1872    | 1876    | 1881    | 1886    | 1891    | 1896    | 1901    |
| 398.250 | 392.526 | 376.126 | 367.248 | 354.387 | 339.162 | 326.952 |
| 1906    | 1911    | 1921    | 1926    | 1931    | 1936    | 1946    |
| 315.993 | 307.433 | 274.814 | 277.637 | 273.717 | 269.331 | 273.181 |
| 1954    | 1962    | 1968    | 1975    | 1982    | 1990    | 1999    |
| 274.862 | 280.549 | 288.524 | 293.523 | 295.472 | 293.204 | 292.337 |

Notas a la tabla:
- El 18 de julio de 1805, una parte de Saint-Paterne (Sarthe) fue unida a Alençon, entrando a formar parte del departamento de Orne.
- El 21 de julio de 1824 el municipio de Madré (hasta entonces en Orne) y el de Saint-Denis-de-Villenette (hasta entonces en Mayenne) cambiaron de departamento. Se da la circunstancia de que ambas comunas formaban en origen sendos enclaves, que desaparecieron de esta forma.
- El 2 de diciembre de 1968 se produjo una modificación de límites entre Orne y Calvados, que resultó en una pérdida de 21 habitantes por parte del primer departamento.

Las principales ciudades del departamento son (datos del censo de 1999):
- Alençon: 28.935 habitantes, 44.382 en la aglomeración, que desborda los límites del departamento.
- Flers: 16.947 habitantes, 23.240 en la aglomeración.
- Argentan: 16.596 habitantes, 17.441 en la aglomeración.

## Historia
Orne es uno de los ochenta y tres departamentos originales creados durante la Revolución francesa, el 4 de marzo de 1790 (en aplicación de la ley del 22 de diciembre de 1789). Fue creado a partir de territorios pertenecientes a las antiguas provincias de Normandía y Perche.